# Магдебурзькі центурії
Магдебурзькі центурії (лат. Centuriæ Magdeburgienses, від centrum — століття)  — перший за часом в протестантській літературі антипапський твір з історії християнства, виданий між 1559 і 1574 роками.

Назва центурій визначає план видання: кожне сторіччя у творі приймається за особливий період. Твір охоплює перші 13 століть християнства. Значно пізніше воно було продовжено під тією ж назвою і доведено до кінця XVI століття.
У первісному вигляді твір становить колективну працю цілої корпорації протестантських вчених, зроблений з ініціативи та під керівництвом Матіаса Флаціуса (1520—1575). Воно досі не втратило свого наукового значення в сенсі першоджерела церковної історії, оскільки містить в собі безліч матеріалів з бібліотек Німеччини, Угорщини, Франції, Італії, Англії, Болгарії, Валахії.